# Варяж (Львовская область)

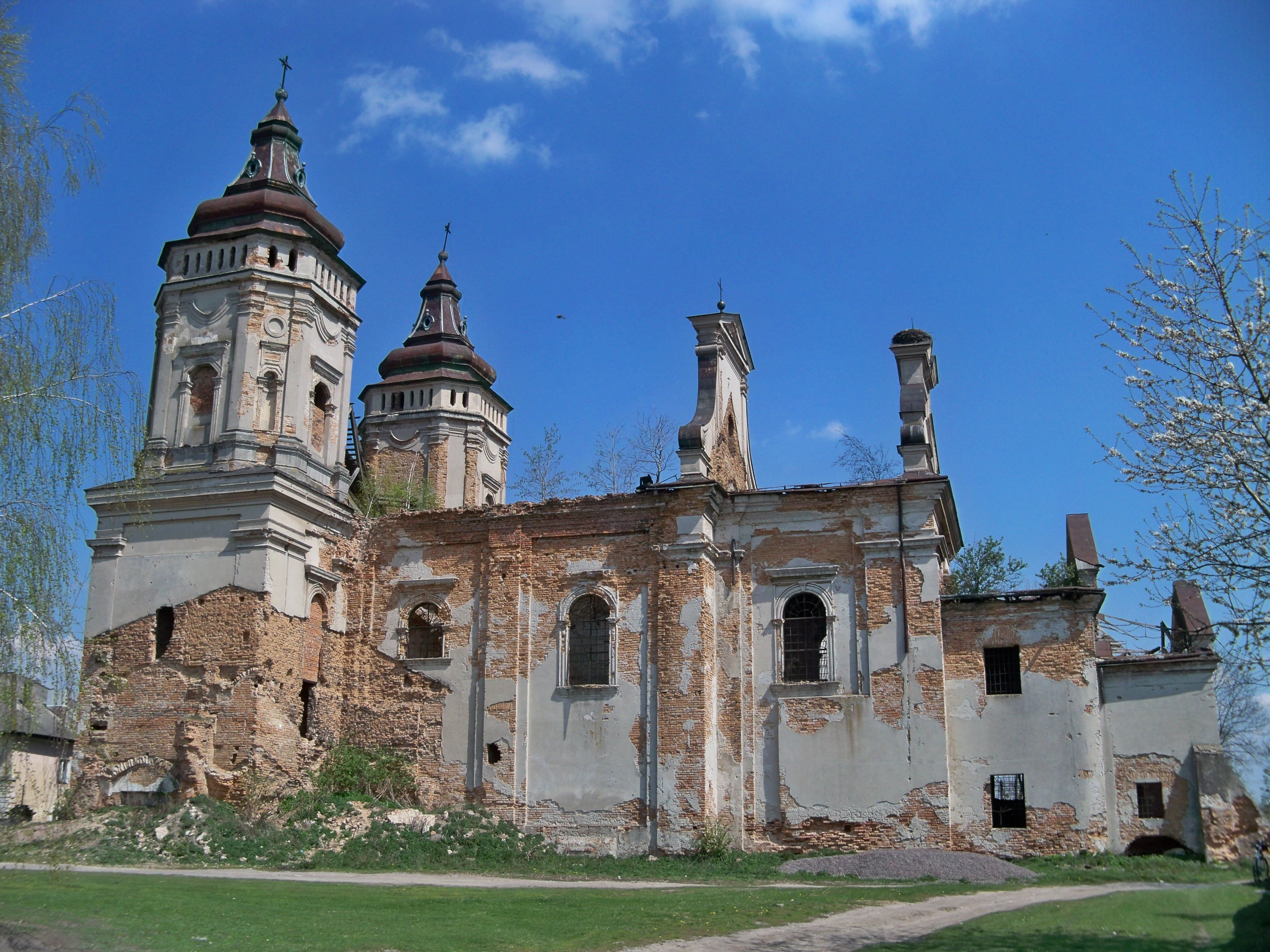
Костёл Святого Марка

Варяж (укр. Варяж, до 1989 г. — Новоукраинка) — село в Сокальской городской общине Шептицкого района Львовской области Украины. Расположено у границы с Польшей над рекой Варяжанкою в 14 км к западу от Сокаля.
Население по данным 2024 года составляло 825 человек. Занимает площадь 2,17 км². Почтовый индекс — 80014. Телефонный код — 3257.

## История
Впервые Варяж упоминается в 1419 году.
В 1538 году город получает Магдебургское право.
Варяж был центром Варяжского деканата сначала в Белжской (до 1772), затем — в Перемышльской (1772—1946) епархиях униатской греко-католической церкви.
К 1951 году Варяж принадлежал Польше, а 15 февраля 1951 года, в соответствии с условиями советско-польского договора 1951 года, Варяж был передан в состав УССР СССР. Местные поляки были выселены, а Варяж был заселён украинцами, депортированными из ивано-франковского села Средний Угринов.
В 1951—1989 годах село называлось Новоукраинка.
В 2016 году в селе Варяж, в рамках совместного проекта Евросоюза и Программы развития ООН «Местное развитие, ориентированное на громаду», была открыта небольшая солнечная электростанция для освещения улиц.